# 長尾晴景
長尾晴景（1509年－1553年3月23日）是日本戰國時代武將。越後的戰國大名、越後守護代。

## 生平

### 繼任家督
在永正6年（1509年）出生，家中長男。父親是越後守護代長尾為景。年幼時是主君、越後守護上杉定實的猶子（『日本随筆大成』）。娶了定實的女兒後，受定實賜予偏諱而改名為定景。後來又受將軍足利義晴賜予偏諱而改名為晴景。天文5年（1536年），因為父親為景隱居而繼承家督，並成為春日山城城主，而且補任越後守護代。
與父親為景不同，採取穩健的政策而謀求與領内國人融和共處。在鎮壓越後國的爭亂上取得了某程度的成功，但是因為主君‧越後守護上杉定實收養伊達氏兒子的問題（天文之亂），越後國内陷入混亂之際，晴景不能壓制中條氏等人。因為晴景幫助解決伊達氏的内紛而阻止守護上杉家復權，黑田秀忠等人發起叛亂而令越後國内情勢更加不穩。

### 弟弟景虎抬頭
在這個情勢中，成為城下寺院僧人的弟弟虎千代（景虎，後來的上杉謙信）還俗並成為栃尾城城主，景虎因為鎮壓反亂而漸漸提高在家中的名聲，一部份家臣希望擁立景虎（晴景的嫡子猿千代早逝），於是長尾家中迎來分裂的危機。
天文17年（1548年），因為上杉定實的介入和仲介，把家督之位讓予景虎並隱居。在天文22年（1553年）2月10日死去。享年42歲。

## 人物
- 部份史書如續本朝通鑑、北越軍談等記述長尾景虎是殺害晴景後奪取家督之位，但與文書比對可發現長尾晴景在讓位後仍有文書傳世，因此晴景被害的說法應是創作，並非史實。